# Hylocryptus
Hylocryptus é um género de aves da família Furnariidae.
Este género contém as seguintes espécies:
- Fura-barreira, Hylocryptus rectirostris
- Hylocryptus erythrocephalus